# Il dizionario della lingua italiana De Mauro
Il dizionario della lingua italiana per il terzo millennio di De Mauro, edito da Paravia nel 2000, è un dizionario monovolume (tuttora in commercio), rilasciato in versione digitale negli ultimi tempi.

## Descrizione
Rappresenta la versione ridotta del Grande Dizionario Italiano dell'Uso in sei volumi (più due supplementi; con l'opera integrale su pennetta USB), pubblicato da UTET fra il 1999 e il 2007; anch'esso sotto la direzione di De Mauro.
La versione online, definitivamente disattivata nell'ottobre 2009, cinque anni più tardi sarà sostituita dal Nuovo De Mauro, disponibile anche sul sito di Internazionale.